# Abaporu
Abaporu (de l'idioma tupi abapor'o, abá (home) + porus (persones) + o (menjar), "l'home que es menja la gent") és una pintura a l'oli sobre tela pel pintor brasiler Tarsila do Amaral pintat com a regal d'aniversari a l'escriptor Oswald de Andrade, el seu espòs en aquell moment.
És considerada la pintura més valuosa d'un artista brasiler, havent aconseguit el valor d'1,4 milions de dòlars, pagada pel col·leccionista argentí Eduardo Costantini en una subhasta el 1995. Actualment s'exhibeix en el Museu d'Art Llatinoamericà de Buenos Aires (MALBA).
La composició: un home, el sol i un cactus va inspirar a Oswald de Andrade a escriure el Manifest Antropòfag i, a continuació, crear el Moviment Antropofàgic, destinat a "empassar" la cultura europea i convertir-la en una cosa culturalment molt brasilera.

## La pintura

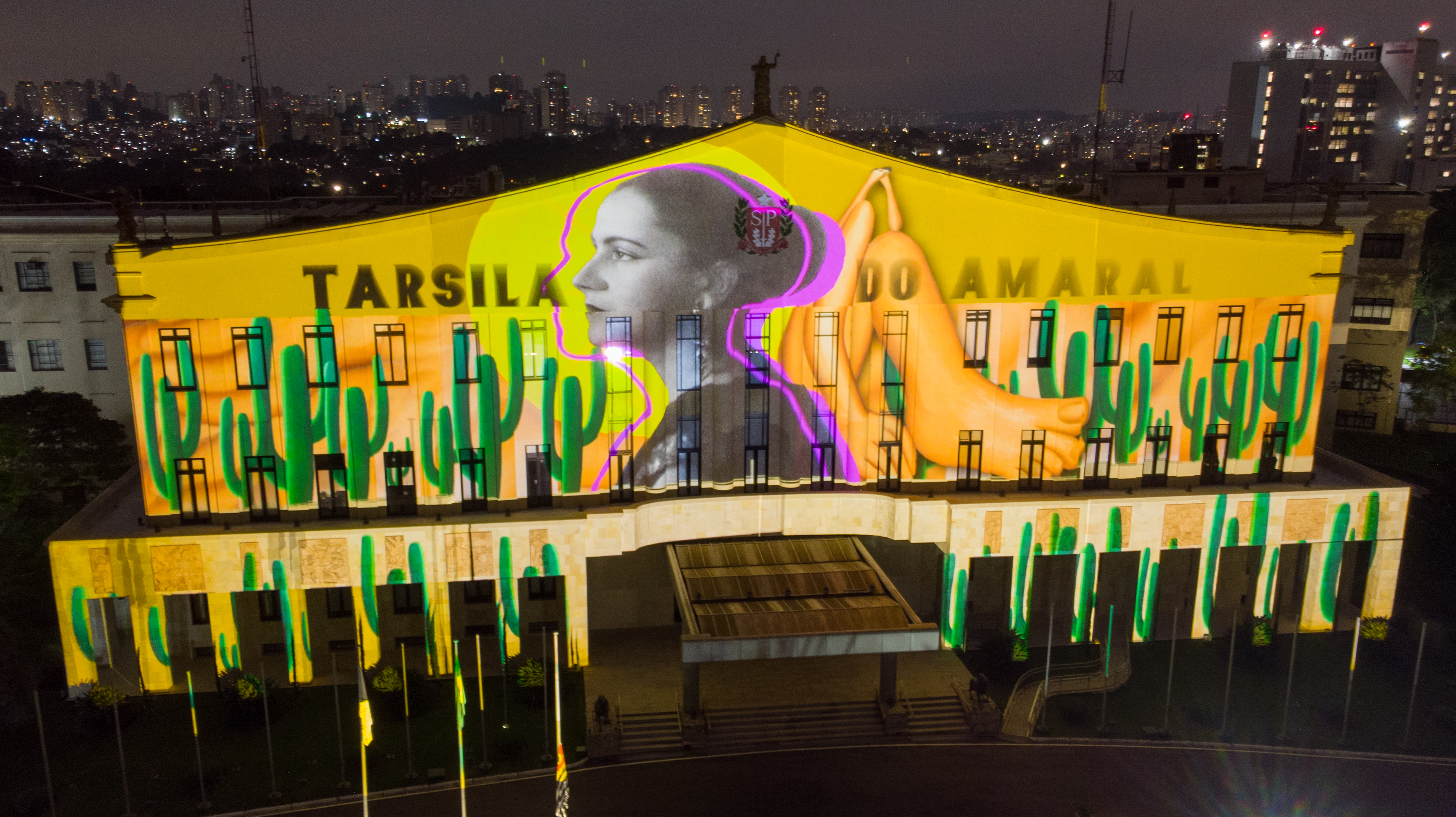
Vídeo mapping amb la imatge de Tarsila do Amaral i el seu Abaporu, durant la commemoració del centenari de la Setmana d'Art Modern.

Tarsila va descriure el tema de la pintura com «una figura solitària monstruosa, peus enormes, asseguda en una plana verda, la mà que dona suport al cap minúscul de pes de ploma. Davant d'un cactus explotant en una flor absurda». Aquesta figura "monstruosa" és, de fet, humana. Un humà sense adoració, sense nus, sense sexe i sense edat, l'anatomia del qual ha estat distorsionada. Començant amb un peu enorme i mà en la part inferior de la imatge, la figura lentament s'encongeix en un petit cap en la part superior.
El fons de la pintura suggereix un entorn natural. Aquí, la terra es representa com un simple petit monticle verd sobre el qual s'assenta el subjecte. La vegetació està representada per un cactus a la dreta de la figura i un sol o flor daurada que corona la composició. El cel és un fons blau pàl·lid.
L'estil d'Abaporu es remunta als modernistes francesos, especialment Fernand Léger, que va ensenyar Tarsila a París el 1924. Tanmateix, la semblança més propera d'Abaporu la trobem en els surrealistes Pablo Picasso i Joan Miró, que també van pintar figures amb peus sobredimensionats als anys 20.

## Propietaris
Després de la mort de Tarsila el 1973, la pintura va passar a la galeria d'art de Pietro Maria Bardi, que la va vendre al col·leccionista d'art Eric Stickel. El 1984 la pintura va ser comprada per la quantitat de $250,000 per Raúl de Souza Dantas Forbes, que després va subhastar la pintura a la ciutat de Christie's Nova York, en 1995, multiplicant per sis el seu valor. Es calcula que el quadre superaria ara els 40 milions de dòlars.